# Sérignac (Lot)
Sérignac település Franciaországban, Lot megyében. Lakosainak száma 334 fő (2022. január 1.). Sérignac Floressas, Lacapelle-Cabanac, Mauroux, Masquières és Porte-du-Quercy községekkel határos.

## Népesség
A település népessége az elmúlt években az alábbi módon változott:
| Lakosok száma | 305  | 264  | 300  | 280  | 302  | 300  | 300  | 306  | 310  | 334  |
|               | 1968 | 1982 | 1990 | 2006 | 2013 | 2015 | 2017 | 2019 | 2020 | 2022 |